# J/ψ-Meson
Das J/ψ (auch Psion genannt) ist ein Meson (instabile subatomare Teilchen). Seine Entdeckung im Jahr 1974 war von großer Bedeutung, weil damit die Existenz eines vierten Quarks, des Charm-Quarks, nachgewiesen war.

## Eigenschaften
Das J/ψ ist ein gebundener Zustand aus einem Charm-Quark {\displaystyle c} und einem Anti-Charm-Quark {\displaystyle {\bar {c}}}, d. h., es ist ein Charmonium. Alle seine Flavour-Quantenzahlen sind daher null. Das J/ψ ist das langlebigste und zuerst entdeckte Charmonium. Es hat eine Masse von 3097 MeV/c2 und eine Zerfallsbreite von 92,9 keV/c2, was einer Lebensdauer von 10−20 s entspricht. Seine Quantenzahlen sind {\displaystyle J^{PC}=1^{--}\!\,}.
Das J/ψ zerfällt zu 87,7 % über die starke oder die elektromagnetische Wechselwirkung in Hadronen. Der gesamte elektromagnetische Anteil von 25,4 % verteilt sich auf 13,5 % hadronische Endzustände und jeweils 6 % leptonische Endzustände mit 2 Myonen bzw. 2 Elektronen.
Für ein derart schweres Meson ist es sehr ungewöhnlich, dass die Zerfallsbreite so gering ist und dass der elektromagnetische Zerfall mit dem starken konkurrieren kann. Dies liegt daran, dass der übliche Weg des Zerfalls schwerer Mesonen durch Anlagerung eines leichten Quark-Antiquark-Paares aus energetischen Gründen nicht möglich ist und dass die Annihilation von c und c über die starke Wechselwirkung aus Gründen der Paritätserhaltung mindestens drei Gluonen erfordert und daher nach der OZI-Regel unterdrückt ist.

## Forschungsgeschichte
Das J/ψ wurde 1974 fast gleichzeitig von zwei Gruppen entdeckt, die es J bzw. ψ nannten – daher rührt der eigentümliche Doppelname. Die eine Gruppe unter Burton Richter entdeckte es am Stanford Linear Accelerator Center, die andere Gruppe unter Samuel Chao Chung Ting am Brookhaven National Laboratory. Richter und Ting stellten ihre Ergebnisse gemeinsam in einer Pressekonferenz am 11. November 1974 der Öffentlichkeit vor. Die beiden Wissenschaftler wurden für die Entdeckung dieses Teilchens 1976 mit dem Nobelpreis für Physik ausgezeichnet.
Die Entdeckung des J/ψ war eine Sensation, weil seine Breite (Energieunschärfe) nur knapp ein 1000stel der anderer Mesonen in diesem Energiebereich beträgt und seine Lebensdauer (nach der Energie-Zeit-Unschärferelation) also gut 1000-mal so lang ist.
Zu diesem Zeitpunkt kannte das Quarkmodell nur drei Quarks (u, d, s); die einzig plausible Erklärung für ein so langlebiges Meson war ein neues, viertes Quark. Dieses „Charm“-Quark war bereits theoretisch vorhergesagt worden (→ siehe GIM-Mechanismus), und mit dem J/ψ konnte seine Existenz als gesichert gelten. Die Entdeckung des J/ψ löste somit die sogenannte „Novemberrevolution“ der Teilchenphysik aus, in deren Folge weitere Mesonen und Baryonen mit Charm-Quantenzahl entdeckt wurden.
Ein Ziel der Charmonium-Forschung liegt in der Erforschung des immer noch nicht genau bekannten Potentialverlaufs der starken Wechselwirkung. Vom Standpunkt der Coulomb-Kraft her ähnelt das Charmonium bis auf abweichende Ladungen und Massen dem theoretisch sehr gut verstandenen Positronium. Das Potential der Wechselwirkung wird aus Emissions- und Absorptionsspektren der Übergänge zwischen angeregten Zuständen des Charmoniums berechnet. Nach Abzug des Coulomb-Potentials bleibt so das Potential der Starken Wechselwirkung übrig und kann parametrisiert werden. Im einfachsten Fall erhält man so für das Quark-Antiquark-Potential ein coulombartiges Potential für kleine Reichweiten und ein lineares Potential für größere Entfernungen.

## Trivia
Samuel Ting, der für das Teilchen den Namen „J“ propagierte, ist chinesischer Abstammung. Sein Familienname („Dīng“ in Pinyin-Umschrift) wird mit dem Schriftzeichen 丁 geschrieben, das einem „J“ sehr ähnlich sieht. Ting hat also seine Entdeckung möglicherweise nach sich selbst benannt. Ting selbst hingegen gab eine andere Erklärung.